# Phytobia bifistula
Phytobia bifistula är en tvåvingeart som beskrevs av Mitsuhiro Sasakawa 2004. Phytobia bifistula ingår i släktet Phytobia och familjen minerarflugor. Inga underarter finns listade i Catalogue of Life.